# Экстремальное кино (жанр)
Экстремальное кино — поджанр фильмов, отличающихся чрезмерным использованием секса и насилия, а также таких сцен, как нанесение увечий и пытки; некоторые экстремальные ленты довольно подробно рассматривают такие табуированные темы как, например, некрофилия, копрофилия, зоофилия, и т. д. Является составляющей т. н. трансгрессивного искусства.

## Общие сведения
Растущая популярность азиатских фильмов в XXI веке поспособствовала развитию такого поджанра как экстремальное кино, хотя в основном оно по-прежнему считается относящимся только к фильмам ужасов.
Экстремальные фильмы рассчитаны на опредёленную и небольшую аудиторию.
Предысторию экстремального кино можно проследить до цензуры артхаус-фильмов и рекламной тактики классических эксплуатационных фильмов на англоязычных кинорынках наряду с более поздними либеральными представлениями о сексе в первой половине XX века.
Понятие экстремальное кино произошло от «линейки азиатских фильмов, которые сочетают в себе сенсационные черты, такие как экстремальное насилие, ужас и шокирующие сюжеты».
Такой тип фильмов регулярно привлекает к себе внимание цензоров.
Экстремальное кино регулярно подвергается жёсткой критике и обсуждается кинокритиками и широкой публикой. Были дебаты по поводу «гиперсексуализации», которая делает эти фильмы угрозой стандартам «мейнстрим-сообщества». Звучит критика, что в современных фильмах растёт количество насилия. С момента появления кровавых фильмов-слэшеров в 1970-х годах растущая популярность экстремального кино способствовала появлению нерегулярного легкомысленного насилия в популярных медиа. Некоторые критикуют лёгкость разоблачения и непреднамеренную нацеленность экстремальных фильмов на подростковый возраст.
Британский совет по классификации фильмов присвоил экстремальному кино обозначение R18, дав определение: «специальная и юридически ограниченная классификация в первую очередь для откровенных работ о сексе по обоюдному согласию или явно фетишистских материалов с участием взрослых».

## Список фильмов
Ниже перечислены несколько десятков фильмов, которые многие источники относят к разряду экстремальных.
- Автокатастрофа (1996, Канада, Великобритания)[15]
- Ад каннибалов (1980, Италия)[16]
- Андалузский пёс (1929, Франция)
- Антихрист (2009, Франция, Германия, Италия, Швеция, Дания, Польша)[17]
- Атака куриных зомби (2006, США)
- Бойня[англ.] (2009, Филиппины, Франция)
- Больной: Жизнь и смерть Боба Фланагана, супермазохиста[англ.] (1997, США)
- Видео Бенни (1992, Австрия, Швейцария)
- Восставший из ада (1987, Великобритания)
- Генри: портрет серийного убийцы (1986, США)[18][19]
- Грусть (2021, Китайская Республика (Тайвань))[20]
- День женщины (1978, США)
- Дом, который построил Джек (2018, Дания, Швеция, Франция, Германия)[21]
- Дьяволы (1971, Великобритания)[22]
- Забавные игры (1997, Австрия)
- Загадочная кожа (2004, США, Нидерланды)
- Задница[англ.] (2010, Индия)
- Звонок (1998, Япония)
- Идиоты (1998, Франция, Дания, Испания, Швеция, Нидерланды, Италия)[23]
- Ильза, волчица СС (1975, США, Канада)
- Империя чувств (1976, Франция, Япония)[24]
- Калигула (1979, Великобритания, США, Италия)[25]
- Калигула: Нерассказанная история[итал.] (1982, Италия)
- Кама Сутра: История любви (1996, Индия)
- Кинопроба (1999, Япония)
- Клуб самоубийц (2001, Япония)
- Клык (2009, Греция)
- Королева бандитов[англ.] (1994, Индия)
- Королевская битва (2000, Япония)
- Кровавый пир (1963, США)[26]
- Куски[англ.] (1982, Испания, США)[27][28]
- Лица смерти (1979, США)
- Маньяк (1980, США)[29][30]
- Множественные маньяки (1970, США)[31]
- Мученицы (2008, Канада, Франция)
- Нация без женщин[англ.] (2003, Индия)
- Некромантик (1988, ФРГ)[32]
- Ненавистный[англ.] (1993, США)
- Необратимость (2002, Франция)[33]
- Одержимая (1981, Франция, ФРГ)
- Олдбой (2003, Южная Корея, Япония)
- Олдбой (2013, США)
- Освенцим (2011, Германия)
- Отряд насилия[англ.] (1974, США)[34]
- Печать Дьявола (1970, ФРГ)
- Пила: Игра на выживание (2004, США)
- Плёнки из Поукипзи (2007, США)
- Повар, вор, его жена и её любовник (1989, Франция, Великобритания, Нидерланды)[35]
- Порог маскировки (2021, Австрия)[36]
- Порождённый (1989, США)
- Последняя оргия Третьего рейха (1977, Италия)
- Прирождённые убийцы (1994, США)[37]
- Пятеро[англ.] (2003, Индия)
- Реаниматор (1985, США)
- Реквием по мечте (2000, США)
- Реликвия[англ.] (2020, США, Австралия)[38]
- Розовые фламинго (1972, США)[31][39]
- Рэмбо IV (2008, США, Германия)
- Сало, или 120 дней Содома (1975, Франция, Италия)[40]
- Свадебная ваза (1974, Бельгия)
- Свинарник (1969, Франция, Италия)
- Сербский фильм (2010, Сербия)
- Сладкий фильм (1974, Франция, Канада, ФРГ)
- Страсти Христовы (2004, США)
- Таксидермия (2006, Венгрия, Австрия, Франция)
- Триллер: Жестокий фильм[англ.] (1973, Швеция)
- Тэцуо — железный человек (1989, Япония)[41]
- Убийца Ити[англ.] (2001, Япония)[42][43]
- Хостел (2005, США)
- Царь Эдип (1967, Италия)
- Человек кусает собаку (1992, Бельгия)
- Человеческая многоножка (2009, Нидерланды)
- Чёрная пятница[англ.] (2004, Индия)

Телесериалы
- Игра в кальмара (2021 — н. в., Южная Корея)[44]

Мультфильмы
- Куда покойники уходят умирать[англ.] (2012, США)[45]

### Выдающиеся фильмы
Несмотря на свой крайне специфический стиль, несколько экстремальных фильмов получили мировое признание:
- «Розовые фламинго» (1972, США)[31] — в 2021 году включён в Национальный реестр фильмов[46].
- «Реквием по мечте» (2000, США) и «Олдбой» (2003, Южная Корея, Япония) включены в список «100 величайших фильмов XXI века по версии BBC».

## Список режиссёров
Ниже перечислены несколько известных кинорежиссёров, снимавших (снимающих) только или в основном экстремальное кино.
- Питер Джексон (род. 1961; Новая Зеландия. Такие его ранние фильмы как «Инопланетное рагу» и «Живая мертвечина»[47].
- Уэс Крэйвен (1939—2015; США). Такие его ранние фильмы как «Последний дом слева» и «У холмов есть глаза»[48][49].
- Гаспар Ноэ (род. 1963; Аргентина — Франция). Такие его ранние фильмы как «Один против всех[англ.]», «Необратимость» и «Падаль[англ.]»[33][50][51].
- Джон Уотерс (род. 1946; США). Такие его ранние фильмы как «Множественные маньяки» и «Розовые фламинго»[31][52].

- Уве Болл (род. 1965; Германия)
- Брюно Дюмон (род. 1958; Франция)[51]
- Лойд Кауфман (род. 1945; США)
- Хершел Гордон Льюис (1929—2016; США)[26]
- Такаси Миикэ (род. 1960; Япония)[43][53]
- Отто Мюль (1925—2013; Австрия)
- Пьер Паоло Пазолини (1922—1975; Италия)[54]
- Элай Рот (род. 1972; США)[55]
- Сион Соно (род. 1961; Япония)
- Ларс фон Триер (род. 1956; Дания)[50]